# Успенская церковь (Шиморское)
Церковь Успения Пресвятой Богородицы — построена в 1809 году на месте деревянной, разобранной и перевезённой в село Степаньково Владимирской губернии. Храм имел три престола. Главный — в честь Успения, левый — в честь апостолов Петра и Павла, и правый — в честь Покрова пресвятой Богородицы.
В 1937 году настоятель иерей Владимир был репрессирован, колокола церкви были сброшены с колокольни, иконостас и иконы — подвергнуты поруганию.
Возрождение храма началось с 1995 года. 1 февраля 2007 года на колокольню был установлен комплект колоколов средней звонницы (7 колоколов общим весом 700 кг), а 25 декабря 2007 года — часы с колокольным боем размером 2,7 на 1,9 метров, отбивающие каждую четверть часа.
Приход входит в состав Выксунского благочиния Нижегородской епархии. При храме действует воскресная школа.
19 декабря 2009 года в храме была представлена книга «Белый „Лебедь“ над синей Окою» изданная к 200-летию церкви и в которой рассказывается об истории храма и его восстановлении.
10 сентября 2010 года архиепископ Нижегородский и Арзамасский Георгий совершил чин освящения главного престола.
В 2010 году под руководством настоятеля храма был организован пункт выдачи бытовой техники людям пострадавшим от лесных пожаров. Благотворительная помощь поступала от Синодального отдела по благотворительности и социальному служению Русской Православной Церкви и численность партий доходила до 1200 единиц бытовой техники.

## Настоятели
- С 18 августа 2004 года[8] по 31 марта 2005 года[9] — иерей Сергий Молев.
- С 8 февраля 2006 года[10] по 12 декабря 2006 года[11] — иерей Валентин Баскаков.
- С 12 декабря 2006 года[12] по 10 марта 2015 года[13] — протоиерей Геннадий Колоколов.
- С 10 марта 2015 года — протоиерей Иоанн Ляпин[13].